# Тертак, Элемер
Элемер Тертак (венг. Elemér Terták; 2 ноября 1918 Будапешт, Венгрия — 8 июля 1999 Будапешт, Венгрия) — фигурист из Венгрии, бронзовый призёр чемпионата мира 1937 года, бронзовый призёр чемпионатов Европы 1934 и 1937 годов, трёхкратный чемпион  Венгрии 1937—1939 годов в мужском одиночном катании. Участник зимних Олимпийских игр в 1936 году.

## Спортивные достижения

### Мужчины
| Соревнования/Сезоны | 1934 | 1935 | 1936 | 1937 | 1938 | 1939 |
| ------------------- | ---- | ---- | ---- | ---- | ---- | ---- |
| Зимние Олимпиады    |      |      | 8    |      |      |      |
| Чемпионаты мира     | 7    | 6    |      | 3    | 6    | 6    |
| Чемпионаты Европы   | 3    | 7    | 5    | 3    | 5    |      |
| Чемпионаты Венгрии  |      |      |      | 1    | 1    | 1    |